# (36364) 2000 OT5
2000 OT5 (asteroide 36364) é um asteroide da cintura principal. Possui uma excentricidade de 0.29550490 e uma inclinação de 6.15658º.
Este asteroide foi descoberto no dia 24 de julho de 2000 por LINEAR em Socorro.